# مارک گرچوتا
مارک گرچوتا (انگلیسی: Marek Michał Grechuta؛ ‏ ۱۰ دسامبر ۱۹۴۵ – ۹ اکتبر ۲۰۰۶) نوازنده و ترانه‌نویس اهل لهستان بود.